# Boulevard du 14-Novembre
Le boulevard du 14-Novembre (estonien : 14. novembra bulvāris) est une rue de Liepāja en Lettonie.

## Situation et accès
Le boulevard commence à l'intersection avec la rue Brivibas et se termine à l'intersection avec la rue Libėšu . 
Sa longueur est d'environ 6 700 m
Une petite partie de la rue jusqu'à l'intersection avec la rue Grīzupes fait partie de la route P110.

## Bâtiments remarquables et lieux de mémoire
Redans, une partie de la forteresse maritime de Liepāja, construite à la fin du XIXème siècle, est située au 82/86 boulevard du 14 novembre.